# Sainte-Marie-en-Chanois
Sainte-Marie-en-Chanois é uma comuna francesa na região administrativa de Borgonha-Franco-Condado, no departamento de Alto Sona. Estende-se por uma área de 4,79 km². Em 2010 a comuna tinha 218 habitantes (densidade: 45,5 hab./km²).